# Rhaphidophora balgooyi
Rhaphidophora balgooyi är en kallaväxtart som beskrevs av Peter Charles Boyce. Rhaphidophora balgooyi ingår i släktet Rhaphidophora och familjen kallaväxter. Inga underarter finns listade.